# Cantone dell'Erzegovina Occidentale
Il Cantone dell'Erzegovina Occidentale (in croato Zapadno-hercegovačka županija, in bosniaco Zapadno-hercegovački kanton, in serbo Западно-херцеговачки кантон, Zapadno-hercegovački kanton) è uno dei 10 cantoni della Federazione di Bosnia ed Erzegovina con 94 898 abitanti (dato 2013).
Il cantone è situato nella parte meridionale del Paese e comprende la parte occidentale dell'Erzegovina. Il capoluogo è Široki Brijeg, il presidente del cantone è Zdenko Ćosić.
La bandiera e lo stemma del cantone sono gli stessi dell'autoproclamata Repubblica Croata dell'Erzeg-Bosnia ((HR)  Hrvatska Republika Herceg-Bosna) del tempo della guerra in Bosnia - usati anche dal vicino Cantone 10. Tali simboli sono stati dichiarati incostituzionali dalla Corte Costituzionale della Federazione di Bosnia ed Erzegovina nel caso del Cantone 10, poiché "rappresentano un solo gruppo", quello dei croato-bosniaci, escludendo serbo-bosniaci e bosgnacchi. Ciononostante, il governo locale continua ad usare tali simboli.

## Geografia antropica

### Suddivisioni amministrative
Il cantone è diviso in 4 comuni:
- Grude
- Ljubuški
- Posušje
- Široki Brijeg

## Popolazione
La popolazione è composta quasi esclusivamente da croati.